# Chuck Grassley
Chuck Grassley (New Hartford, 1933. szeptember 17. –) amerikai politikus, szenátor (Iowa, 1981 – ). A Republikánus Párt tagja.

## Fiatalkora
Grassley az Iowai New Hartfordban született Ruth és Louis Arthur Grassley fiaként, és a farmjukon nevelkedett.

## Pályafutása
Alap- és középfokú tanulmányait állami iskolákban végezte, majd az Észak-Iowai Egyetemre járt, ahol 1955-ben alapdiplomát, 1956-ban pedig posztgraduális végzettséget szerzett. 1957–ban további posztgraduális tanulmányokat folytatott az Iowai Egyetemen. Félállású egyetemi oktatóként dolgozott, és mezőgazdasággal foglalkozott.
1959-ben kezdett el politikával foglalkozni, amikor beválasztották az iowai törvényhozásba, ahol 1974-ig volt képviselő. 1974-ben a Republikánus Párt képviseletében beválasztották a washingtoni Képviselőházba (Iowa képviseletében). 1976-ban és 1978-ban is újraválasztották, így 1975. január 3-tól 1981. január 3-ig volt képviselő. Az 1980-as választáson a Szenátusba jelöltette magát sikerrel, majd szintén sikerrel indult az újraválasztásért 1986-ban, 1992-ben, 1998-ban, 2004-ben, 2010-ben, 2016-ban és (89 évesen) 2022-ben is. Így 1981. január 3. óta szenátor Iowa állam képviseletében, és mandátuma 2029. január 3-án, 95 éves korában jár le.
Az ezredforduló idején elnöke volt az időskorúakkal foglalkozó szenátusi különbizottságnak. A 2025-ben összeült 119. Kongresszusban az Igazságügyi Bizottság elnöke.
A legidősebb szenátorként Grassley az Amerikai Egyesült Államok Szenátusának pro tempore elnöke.